# پل فورلونگ
پل فورلونگ (انگلیسی: Paul Furlong؛ زادهٔ ۱ اکتبر ۱۹۶۸) بازیکن فوتبال اهل بریتانیا است.
از باشگاه‌هایی که در آن بازی کرده‌است می‌توان به باشگاه فوتبال کویینز پارک رنجرز، باشگاه فوتبال چلسی، باشگاه فوتبال لوتون تاون، باشگاه فوتبال ساوتند یونایتد، باشگاه فوتبال شفیلد یونایتد، باشگاه فوتبال کاونتری سیتی، باشگاه فوتبال بیرمنگام سیتی، باشگاه فوتبال کترینگ تاون، باشگاه فوتبال بارنت، باشگاه فوتبال واتفورد، باشگاه فوتبال انفیلد ۱۸۹۳، و باشگاه فوتبال سنت آلبنز سیتی اشاره کرد.
وی همچنین در تیم ملی فوتبال England Semi-Pro بازی کرده‌است.